# Musiqq

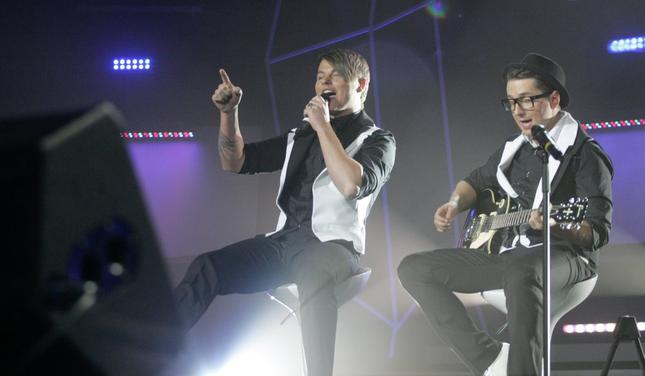
Musiqq (date inconnue).

Musiqq est un duo letton formé en 2009 et composé de Marats Ogļezņevs et Emīls Balceris.

## Concours Eurovision de la chanson 2011
Musiqq a remporté la finale de la sélection nationale lettonne le 26 février 2011 et représenté son pays au Concours Eurovision de la chanson 2011, à Düsseldorf avec sa chanson Angel in Disguise. Il ne s'est pas qualifié pour la finale.

## Discographie
- 2010 : Šī ir tikai mūzika